# Breathing (chanson de Kate Bush)
Pour les articles homonymes, voir Breathing.
Singles de Kate Bush
On Stage (en)
(1979) Babooshka
(1980)
Pistes de Never for Ever
Army Dreamers
(10)
Breathing est un single de Kate Bush, premier extrait de son album Never for Ever, avec Roy Harper comme choriste. Le single sort le 14 avril 1980, quatre mois avant l'album, et atteint la 16e place dans les hit-parade britanniques. Les paroles sont une allusion transparente au mouvement Women for Life on Earth et aux manifestations de femmes en Grande-Bretagne, qui faisaient alors l'actualité.

## Classements hebdomadaires
| Classement (1980)              | Meilleure place |
| ------------------------------ | --------------- |
| Royaume-Uni (UK Singles Chart) | 16              |
| Pays-Bas (Single Top 100)      | 44              |
| Pays-Bas (Tipparade)           | 14              |